# Pływanie na Letnich Igrzyskach Olimpijskich Młodzieży 2010 – 200 metrów stylem klasycznym chłopców
Zawody chłopców na dystansie 200 metrów stylem klasycznym w pływaniu na Letnich Igrzyskach Olimpijskich Młodzieży 2010 odbyły się 18 sierpnia w Singapore Sports School w Singapurze.

## Wyniki – finał
| Rk | Tor | Zawodnik             | Kraj       | Czas    | Uwagi |
| -- | --- | -------------------- | ---------- | ------- | ----- |
|    | 2   | Flavio Bizzarri      | Włochy     | 2:13.31 |       |
|    | 3   | Anton Łobanow        | Rosja      | 2:13.65 |       |
|    | 4   | Nicholas Schafer     | Australia  | 2:13.72 |       |
| 4  | 6   | Christian Vom Lehn   | Niemcy     | 2:16.03 |       |
| 5  | 1   | Panagiotis Samilidis | Grecja     | 2:17.36 |       |
| 6  | 8   | Yannick Kaeser       | Szwajcaria | 2:17.78 |       |
| 7  | 5   | Nuttapong Ketin      | Tajlandia  | 2:17.93 |       |
| 8  | 7   | Matti Mattsson       | Finlandia  | 2:18.47 |       |